# Lingolsheim
Lingolsheim is een gemeente in het Franse departement Bas-Rhin (regio Grand Est). De gemeente is de hoofdplaats van het kanton Lingolsheim in het arrondissement Strasbourg. Lingolsheim telde op 1 januari 2022 20.683 inwoners.

## Geschiedenis
De plaats werd voor het eerste vermeld in de 12e eeuw. In de 15e eeuw ontstond de bedevaart naar de Calvaire des Trois Croix, opgericht door de heer van Landsberg, die de plaats in bezit had. De bevolking ging over naar het protestantisme tijdens de Reformatie. Lingolsheim werd meerdere keren het slachtoffer van oorlogsgeweld en branden: tijdens een boerenopstand in 1525, tijdens de Dertigjarige Oorlog in 1621 en tijdens de Slag bij Entzheim in 1674.
In 1807 was de bevolking van Ingolsheim als volgt verdeeld: 14,5 % katholieken, 13,5% Joden en 70% protestanten.
Na de aanhechting bij het Duitse Keizerrijk in 1871 volgde een snelle industrialisatie en een grote bevolkingsgroei. Er kwam een lederfabriek van Adler-Oppenheimer (later: Tanneries de France) die in 1914 ongeveer 2000 werknemers had. Er waren ook zandgroeven. In 1903 kwam er een tramlijn naar Straatsburg.
De stad werd zwaar beschadigd tijdens de Tweede Wereldoorlog. Na de oorlog groeide de bevolking van de stad exponentieel.
Lingolsheim behoorde tot het kanton Illkirch-Graffenstaden in het arrondissement Strasbourg-Campagne, maar deze werden bij een kantonale herindeling opgeheven op 1 januari 2015, waarbij de gemeente werd ondergebracht in het kanton Lingolsheim in het arrondissement Strasbourg.

## Geografie
De oppervlakte van Lingolsheim bedroeg op 1 januari 2022 5,69 vierkante kilometer; de bevolkingsdichtheid was toen 3.635 inwoners per km².
De onderstaande kaart toont de ligging van Lingolsheim met de belangrijkste infrastructuur en aangrenzende gemeenten.

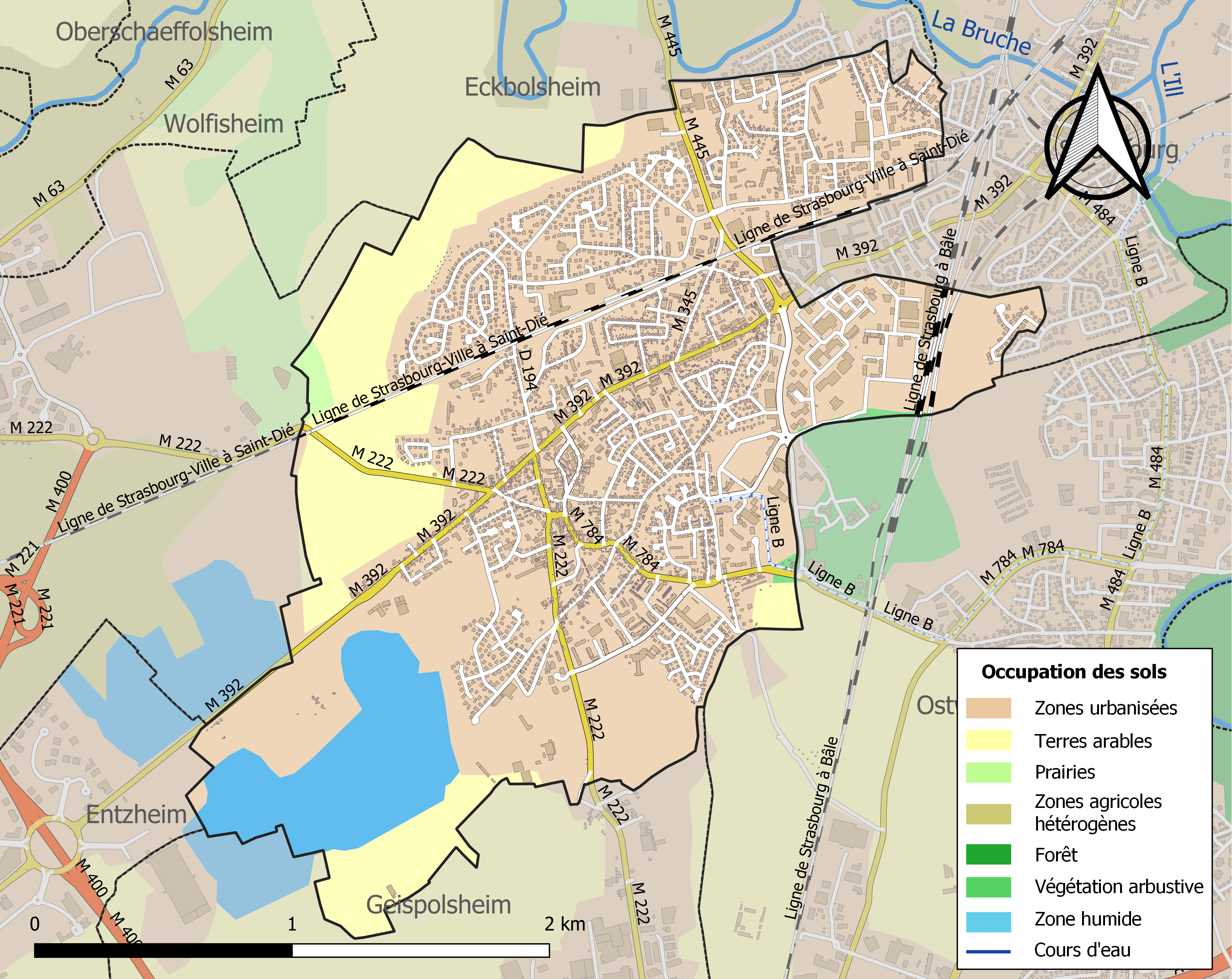

## Verkeer en vervoer
In de gemeente staat het spoorwegstation Lingolsheim.
Lingolsheim is aangesloten op Lijn B van de tram van Straatsburg.

## Demografie
Onderstaande figuur toont het verloop van het inwonertal (bron: INSEE-tellingen).